# امیدیو اودی
امیدیو اودی (انگلیسی: Emidio Oddi؛ زادهٔ ۲۲ ژوئیهٔ ۱۹۵۶) بازیکن فوتبال اهل ایتالیا است.
از باشگاه‌هایی که در آن بازی کرده‌است می‌توان به باشگاه فوتبال هلاس ورونا، باشگاه فوتبال آسکولی، باشگاه فوتبال آنکونا، باشگاه فوتبال آ.اس. رم، و باشگاه فوتبال اودینزه اشاره کرد.